# Trzęsacz
Trzęsacz je selo u Poljskoj, u zapadnopomeranskom vojvodstvu, na Baltičkom moru. Rewal nalazi se oko 30 km zapadno od grada Kołobrzega, u blizini sela Rewal. Selo ima 113 stanovnika a prvi put spominje u 1331. 
Turističke atrakcije su plaža na Baltičkom moru, ruševine crkve (14./15. stoljeće) uz more i uskotračna željeznica.